# Leuchtpistole 34
La Leuchtpistole 34 (Pistola de bengalas 34, en español), fue una pistola de bengalas que se introdujo en el servicio alemán antes de la Segunda Guerra Mundial y sirvió durante toda esa guerra.

## Diseño
La Leuchtpistole 34 era una pistola de bengalas monotiro, con cañón basculante y ánima lisa, diseñada y producida por Walther. Fue la sucesora de la primigenia Leuchtpistole 26. La Leuchtpistole 26 estaba hecha de acero, estaba pavonada para detener la corrosión y tenía cachas de roble teñido. Mientras que el armazón de la Leuchtpistole 34 era de duraluminio fresado, su cañón era acero torneado, estaba pavonado para detener la corrosión y tenía cachas de baquelita. Debido al uso de aleaciones ligeras, la Leuchtpistole 34 era más ligera que su predecesora y el guardamonte se amplió para que el usuario pudiera disparar el arma en climas fríos con los guantes puestos.

## Sucesores
- Kampfpistole: la Kampfpistole era una variante con cañón de ánima estriada de la Leuchtpistole 34, que podía disparar proyectiles letales y no letales.
- Leuchtpistole 42: la Leuchtpistole 34 fue sucedida por la Leuchtpistole 42, que estaba hecha de piezas de acero dúctil estampado, estaba galvanizada para detener la corrosión y sus cachas eran de baquelita. El objetivo de la Leuchtpistole 42 era reducir el consumo de aleaciones ligeras, reducir la dependencia de piezas mecanizadas, reducir el tiempo de producción y reducir los costos de producción. La Leuchtpistole 42 podía disparar proyectiles letales y no letales.[2]
- Sturmpistole: la Sturmpistole fue una conversión de la Leuchtpistole 34 o la Leuchtpistole 42, a la que se le añadió una culata acolchada y miras para disparar proyectiles letales y no letales.

## Munición
Los papeles principales para la Leuchtpistole 34 fueron señalización, iluminación, marcado de objetivos u ocultamiento con una granada fumígena. Más tarde, durante la Segunda Guerra Mundial, se desarrollaron proyectiles explosivos para ofrecer a las tropas alemanas un lanzagranadas pequeño y ligero con el cual podían atacar objetivos a corta distancia que no podían ser atacados satisfactoriamente por armas de infantería o artillería sin poner en peligro a las tropas amigas.

Los proyectiles disponibles incluían: 
- Cartucho de bengala multi-estrellas: este era una bengala multi-estrellas, que contenía tres estrellas rojas y tres verdes, las cuales podían configurarse para seis combinaciones de colores diferentes.
- Panzerwurfkörper 42: Esta era una granada HEAT que se podía usar contra vehículos blindados. Tenía un alcance de 60 m (75 yardas) y podría penetrar 80 mm (3.1 in) de BHL. Su diseño era similar al de la Wurfkörper 361 y el interior de su casquillo estaba estriado.
- Wurfgranate Patrone 326: Esta era una pequeña granada explosiva de retrocarga, estabilizada por aletas y con una espoleta en su punta, diseñada para disparos directos en ángulos bajos. No se recomendaba su uso más allá de 180 m (200 yardas) a causa de su imprecisión, o a menos de 46 m (50 yardas) debido al riesgo de las esquirlas.[3]
- Wurfkörper 361: La Wurfkörper 361 se creó al atornillar una varilla de baquelita o madera en una Eihandgranate 39, que permitía dispararla desde una Leuchtpistole. Primero se cargaba un cartucho de fogueo con casquillo de latón o aluminio en la recámara de la pistola. Luego se introducía la varilla por la boca del cañón hasta que se encajaba en la boca del cartucho de fogueo, se cerraba la recámara y el arma podía dispararse. La Wurfkörper 361 era empleada para fuego indirecto de alto ángulo, donde sus esquirlas serían útiles. La Wurfkörper 361 no se recomendaba para emplearse a menos de 46 m (50 yardas) debido al riesgo de las esquirlas y su alcance máximo se limitaba aproximadamente a 78 m (85 yardas) en un ángulo de 45°, porque la granada tenía un espoleta cronométrica de 4,5 segundos.

## Galería

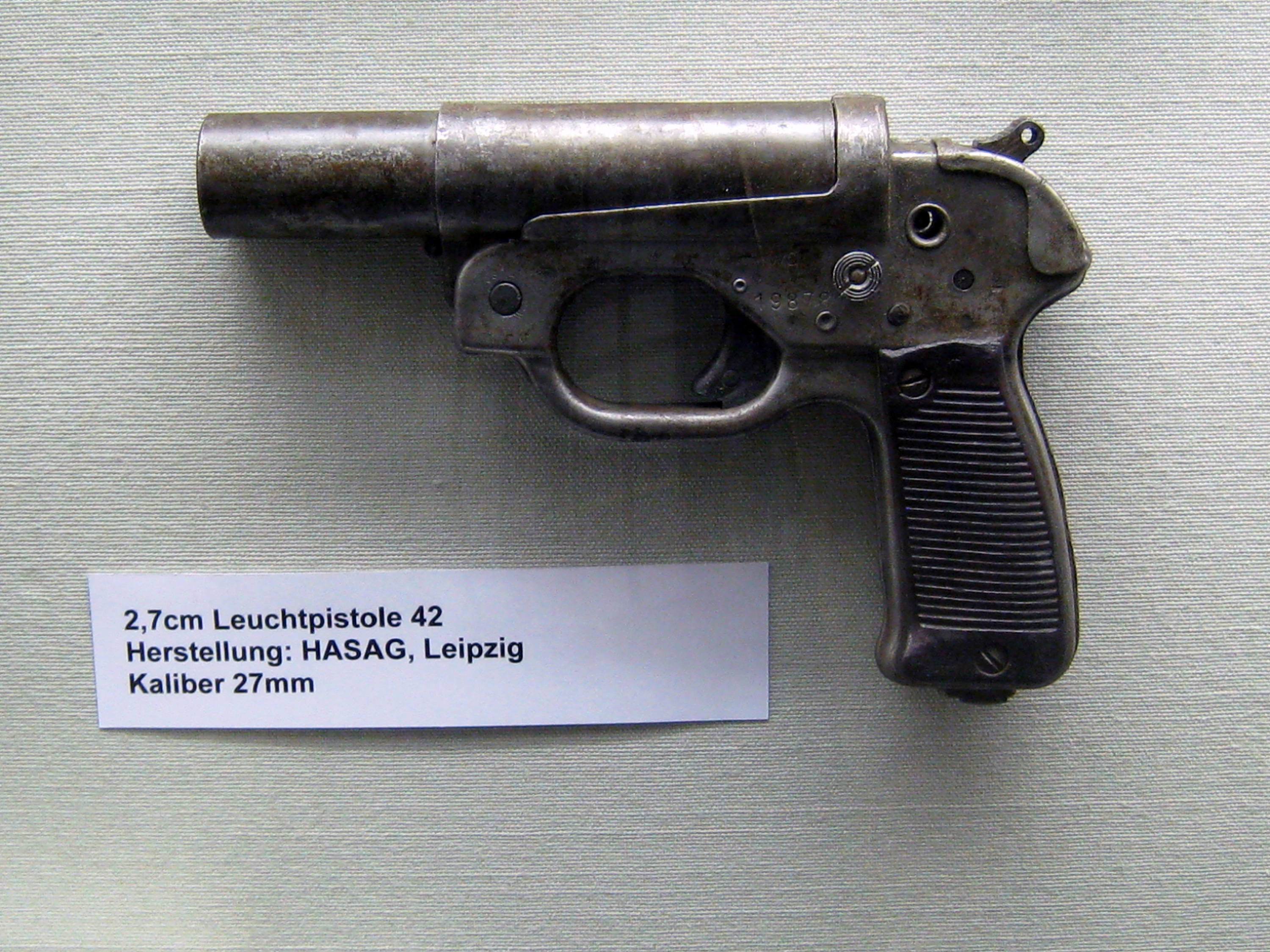
Una Leuchtpistole 42.
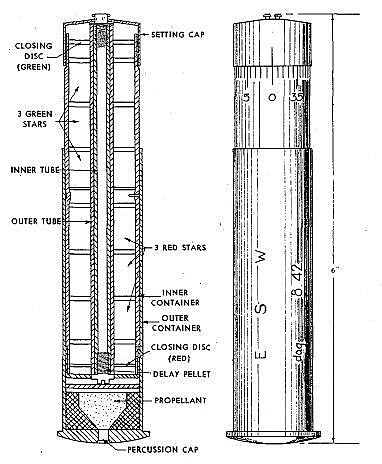
Diagrama del cartucho multi-estrella.
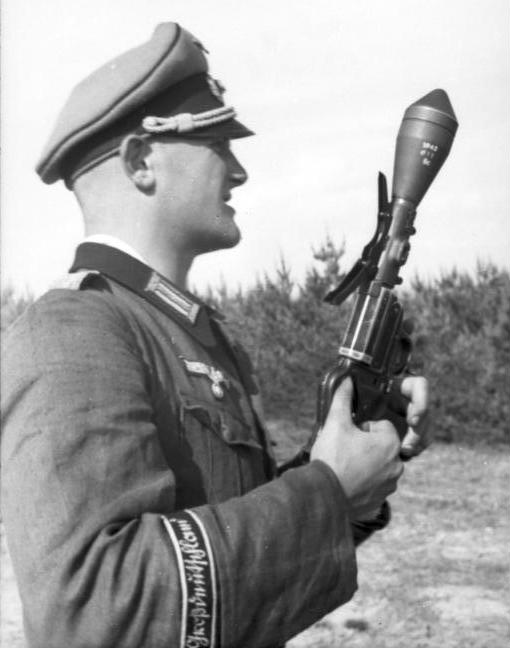
Oficial con una Sturmpistole cargada con Panzerwurfkörper 42.
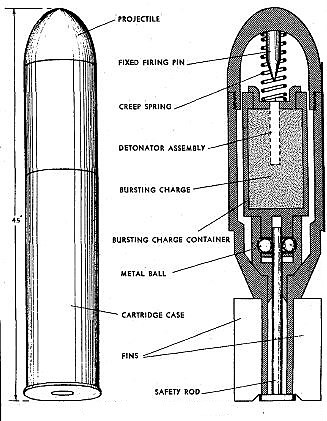
Diagrama de la Wurfgranate Patrone 326.
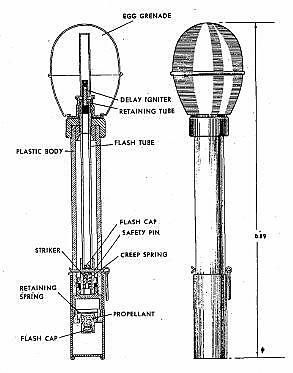
Diagrama de la Wurfkorper 361.